# Sami al-Hinnawi
Sami al-Hinnawi (ur. 1896, zm. 31 października 1950 w Bejrucie) – syryjski wojskowy, organizator zamachu stanu w Syrii w sierpniu 1949, przekazał władzę cywilnemu rządowi Haszima al-Atasiego. Został aresztowany i zmuszony do opuszczenia kraju po kolejnym zamachu stanu przeprowadzonym przez Adiba asz-Sziszaklego.

## Życiorys

### Pochodzenie i wczesna działalność
Był sunnitą. Ukończył z wyróżnieniem Akademię Wojskową w Konstantynopolu. W pierwszych latach I wojny światowej walczył w armii tureckiej. W 1916 zdezerterował, by przyłączyć się do arabskiego ruchu narodowego. Podczas arabskiej rewolty był oficerem w powstańczej armii szarifa Mekki Husajna. Następnie walczył w Syrii pod rozkazami syna Husajna, Fajsala. Po ustanowieniu w Syrii mandatu francuskiego al-Hinnawi służył w Armii Lewantu.

### Udział w przewrotach wojskowych w 1949
Karierę wojskową kontynuował w niepodległej Syrii. Sympatyzował z Syryjską Partią Socjal-Nacjonalistyczną. Walczył w I wojnie izraelsko-arabskiej, podczas której blisko współpracował i zaprzyjaźnił się z syryjskim szefem sztabu gen. Husnim az-Za’imem. 29 marca 1949 pomógł mu przeprowadzić zamach stanu, który odsunął od władzy prezydenta Szukriego al-Kuwatliego. Za dyktatorskich rządów az-Za’ima był de facto drugą osobą w państwie. W czerwcu 1949 między obydwoma wojskowymi doszło jednak do konfliktu, którego przyczyną była sprawa twórcy i ideologa Syryjskiej Partii Socjal-Nacjonalistycznej Antuna Sa’ady. Dążył on do obalenia prezydenta Libanu Biszary al-Churiego i został skazany na śmierć, zbiegł jednak do Syrii. Sa’ada został początkowo przyjęty w Damaszku i obiecał zorganizować w Libanie powstanie, w rezultacie którego władzę w tym kraju przejąłby prosyryjski rząd złożony z działaczy Syryjskiej Partii Socjal-Nacjonalistycznej. Husni az-Za’im początkowo popierał te plany, następnie jednak wydał Sa’adę policji libańskiej w zamian za uznanie swojego rządu przez Liban. Antun Sa’ada został rozstrzelany, co sprawiło, że al-Hinnawi i grupa oficerów również sympatyzujących z syryjskim ruchem nacjonalistycznym postanowiła obalić rząd az-Za’ima. Przewrót pod dowództwem al-Hinnawiego miał miejsce 14 sierpnia. Az-Za’im został stracony tego samego dnia. Zamachowcy otrzymali pomoc finansową z Iraku, niechętnego rządom az-Za’ima. Razem z dyktatorem rozstrzelany został Muhsin al-Barazi, który pełnił funkcję premiera i brał udział w negocjacjach z Libanem w sprawie Sa’ady.
Al-Hinnawi utworzył rząd wojskowy, szybko oznajmił jednak, że zamierza przekazać ponownie władzę politykom cywilnym. Zorganizował nowe wybory do zgromadzenia konstytucyjnego. Zaprosił do objęcia urzędu prezydenckiego Haszima al-Atasiego, który w rewanżu mianował go szefem sztabu armii syryjskiej. Al-Atasi, kierowana przez niego Partia Ludowa i al-Hinnawi opowiadali się za bliską współpracą Syrii z Irakiem. W 1949 prezydent i szef sztabu podejmowali w Syrii irackiego króla Fajsala II i regenta Abd al-Ilaha; w czasie spotkania zdecydowano, że obydwa państwa podejmą bliską współpracę wojskową, kulturalną, oświatową i gospodarczą, zachowując jednak odrębność. Postanowienia te nie weszły jednak w życie wskutek zamachu stanu, jaki przeprowadził w grudniu 1949 Adib asz-Sziszakli, przeciwnik współpracy syryjsko-irackiej. Al-Hinnawi został aresztowany i do września 1950 przebywał w więzieniu Mazza w Damaszku. Następnie został zwolniony i wyjechał do Libanu. Miesiąc później w Bejrucie zastrzelił go Hirszu al-Barazi, mszcząc się za śmierć krewnego - rozstrzelanego w sierpniu 1949 Muhsina al-Baraziego.